# Satispay
Satispay S.p.A. è una società italiana, fondata nel 2013, che ha sviluppato e gestisce l'omonima applicazione mobile per il pagamento digitale e il trasferimento di denaro tramite internet.

## L'applicazione
L'idea è nata da tre giovani cuneesi, Alberto Dalmasso, Dario Brignone e Samuele Pinta, che alla fine del 2012 hanno lasciato la loro precedente occupazione per iniziare a lavorare su Satispay. Notando che in Italia molte attività commerciali rifiutavano ancora i pagamenti con la carta di credito, specie per piccole somme, e non lasciavano quindi alle persone altra possibilità che pagare in contanti, i tre ragazzi hanno deciso di cercare una soluzione alternativa.
L'applicazione, attiva dal 2015, consente agli utenti di effettuare pagamenti senza necessità di possedere una carta di credito o debito. Con il conto Satispay l'utente può associare un proprio conto corrente bancario e stabilire un budget settimanale di spesa. Ogni domenica sera dopo le 23:59 viene disposta la ricarica, consistente in un bonifico da o verso il proprio conto corrente, al fine di ripristinare la disponibilità dell'account Satispay. Per tale operazione, alcuni istituti bancari fanno pagare delle commissioni.
Con Satispay è possibile pagare online e negli esercizi commerciali convenzionati; l'app permette inoltre di scambiare denaro con amici e conoscenti, effettuare donazioni e ricariche telefoniche e pagare i bollettini della pubblica amministrazione e, più recentemente, investire in prodotti finanziari direttamente dall'app. 
Esistono due versioni dell'applicazione: quella per i privati (logo rosso) e quella business per gli esercenti (logo grigio). Per i privati tutte le operazioni sono gratuite (anche se per alcune banche si paga una commissione di 0,80€ o 0,40€ per ciascuna ricarica settimanale), eccetto € 1,00 di commissione per il pagamento di bollettini, avvisi pagoPA, bollo auto e moto. Fino al 6 aprile 2025 i negozianti non hanno pagato alcuna commissione per le transazioni inferiori a € 10,00, mentre per le cifre più alte si è applicata una commissione fissa di € 0,20. Dal 7 aprile 2025, invece, l'esercente conferisce l'1% della transazione senza più alcuna soglia di esclusione. Per l'e-commerce è prevista una commissione dello 1,5% sul totale, a carico del venditore, a cui si somma, per i pagamenti pari o superiori a € 10,00, un'ulteriore commissione fissa di € 0,20.

## Sviluppo
Nel 2017 è stata inclusa da KPMG e H2 Ventures nella lista delle Emerging 50 tra le Fintech100, ovvero le compagnie che più al mondo stanno puntando su tecnologie innovative nel campo dei servizi finanziari.
La società ha riferito, riguardo al 2018, di aver superato i 500 000 utenti, i quali hanno generato un volume di transazioni più che triplicato rispetto alle 2 000 000 del 2017. Dopo aver annunciato il superamento di 100 000 esercizi commerciali convenzionati, nel marzo 2020 Satispay raggiunge 1 000 000 di utenti attivi.
Il 18 novembre 2020, la società ha annunciato di aver chiuso un round di finanziamenti pari a € 93 000 000; tra i finanziatori compaiono TIM Ventures, Square, Tencent e Lgt Lightstone.
Nel settembre 2022 Satispay diventa un "unicorno" superando il muro del miliardo di euro di valutazione grazie a un round D di investimenti guidata da Addition di 320 milioni.
A settembre del 2023 Satispay lancia il nuovo servizio "Buoni Pasto Satispay",
Nel febbraio del 2024, il servizio si apre anche ai minorenni (a partire dai 14 anni), permettendo un maggiore ampliamento degli utenti.

## In Europa
Oltre alla sede italiana di Milano, in passato operava anche una holding con sede a Londra, la Satispay Limited (Satispay Ltd). Nel 2019, tuttavia, a causa del rischio di una Brexit senza accordo, Satispay ha trasferito la propria licenza come istituto di moneta elettronica da Londra al Lussemburgo, dove opera attraverso la società Satispay Europe S.A., chiudendo la holding britannica. Satispay SA è inoltre presente in Francia e Lussemburgo.